# Egeno I di Konradsburg
Egeno I di Konradsburg (o Conradsburg) (fl. XI secolo) fu uno dei cavalieri liberi (Edelfrei) di Konradsburg, nel nord-est della regione tedesca di Harz, vicino a Ermsleben.

## Biografia
Nel 1070 Egeno I dichiarò pubblicamente di essere a conoscenza di una cospirazione dei conti sassoni e del duca di Baviera Ottone II contro il re Enrico IV, ricevendo persino l'ordine di assassinare il re. Lo scopo di questo stratagemma era apparentemente il eliminare la potenza del duca di Baviera e espropriare i suoi possedimenti, dando a Enrico IV un facile accesso alle terre sassoni e alle terre di Turingia. Ottone rifiutò di duellare con Egeno per discolparsi, essendo questo di livello sociale basso oltre che di cattiva reputazione: Ottone fu dunque bandito e privato dei suoi titoli. Ottone prese le armi assieme all'alleato Magnus, duca di Sassonia, ma fu sconfitto nel 1071 e fu imprigionato per un certo periodo. 
Il conte Giso II della dinastia Giso e il conte Adalberto di Schauenburg furono accusati di essere gli istigatori e autori della cospirazione ai danni di Ottone. Essi redassero il piano, di cui forse Enrico IV era a conoscenza, redassero l'accusa e la diffusero attraverso Egeno, assoldato per lo scopo. Giso e Adalberto furono uccisi nel 1073 dagli uomini di Ottone nel castello di Giso ad Hollende. 
Egeno fu accecato nel 1073 come punizione per una rapina e visse come un mendicante. 

## Probabile albero genealogico
- Egino (Agino) di Kakelingen, appare nel 944, probabilmente l'antenato dei signori di Konradsburg 
  - Burcardo I di Kakelingen 
    - Egeno I di Konradsburg (prima del 1021–1089?), detto Il Vecchio, cugino di Alvericus di Kakelinge della dinastia dei conti di Plötzkau; è segnalato in un baratto nel 1021[senza fonte]
      - Burcardo II di Konradsburg (1054–1109), il Vecchio 
        - Egeno II di Konradsburg (prima del 1076-1131?),detto Il Giovane (avrebbe dovuto essere ucciso nel 1080 da Adalberto II di Ballestedt) 
          - Burcardo di Konradsburg, detto il Giovane